# Menesia signifera
Menesia signifera är en skalbaggsart som först beskrevs av Thomson 1865.  Menesia signifera ingår i släktet Menesia och familjen långhorningar. Inga underarter finns listade i Catalogue of Life.